# Hypsugo vordermanni
Hypsugo vordermanni (Jentink, 1890) è un pipistrello della famiglia dei Vespertilionidi diffuso sull'isola di Belitung e nel Borneo.

## Descrizione

### Dimensioni
Pipistrello di piccole dimensioni, con la lunghezza della testa e del corpo di 50 mm, la lunghezza dell'avambraccio tra 33 e 40 mm, la lunghezza della coda tra 33 e 35 mm, la lunghezza del piede di 7 mm, la lunghezza delle orecchie tra 13 e 15,1 mm e un peso fino a 6 g.

### Aspetto
Il colore generale del corpo è marrone scuro, con le punte dei peli più chiare. Le orecchie sono di dimensioni normali, il margine interno è molto convesso nella metà inferiore, poi diviene diritto; la punta è arrotondata mentre il margine esterno è leggermente convesso sopra e diritto sotto, senza nessun lobo basale. Il trago è appuntito, curvato in avanti e con un lobo basale posteriore triangolare. Le membrane alari sono bianche ed attaccate posteriormente alla base delle dita dei piedi. La punta della lunga coda si estende oltre l'ampio uropatagio. Il calcar è carenato.

## Biologia

### Alimentazione
Si nutre di insetti.

## Distribuzione e habitat
Questa specie è diffusa sull'isola di Belitung, lungo le coste sud-orientali di Sumatra, nella parte settentrionale e nord-occidentale dell'isola del Borneo e sull'isola di Banggi.
Vive nelle mangrovie fino a 100 metri di altitudine.

## Conservazione
La IUCN Red List, considerato che questa specie è nota soltanto in poche località e ci sono poche informazioni circa i suoi habitat preferenziali, lo stato della popolazione, le minacce e l'ecologia, classifica H.vordermanni come specie con dati insufficienti (DD).